# Opérations VICTOR
Les opérations VICTOR désignent un ensemble d'actions militaires menées à partir de mars 1945 par les États-Unis contre l'empire du Japon dans la phase finale de la campagne des Philippines pendant la guerre du Pacifique, dans le but de libérer les dernières grandes îles philippines encore sous domination japonaise à cette époque. Ces opérations ont été subdivisées en cinq parties :
- Operation VICTOR I  et Operation VICTOR II : Bataille des Visayas

- Operation VICTOR III  : Bataille de Palawan

- Operation VICTOR IV et Operation VICTOR V : Bataille de Mindanao et de l'archipel de Sulu.

En août 1945, alors qu'il reste à travers le pays quelques îlots de résistance japonaise retranchée profondément dans la jungle, notamment sur Mindanao, les offensives aux Philippines sont stoppées en raison de l'avancée des pourparlers de paix entamés par le Japon avec les Alliés.